# Cristoforo Solari

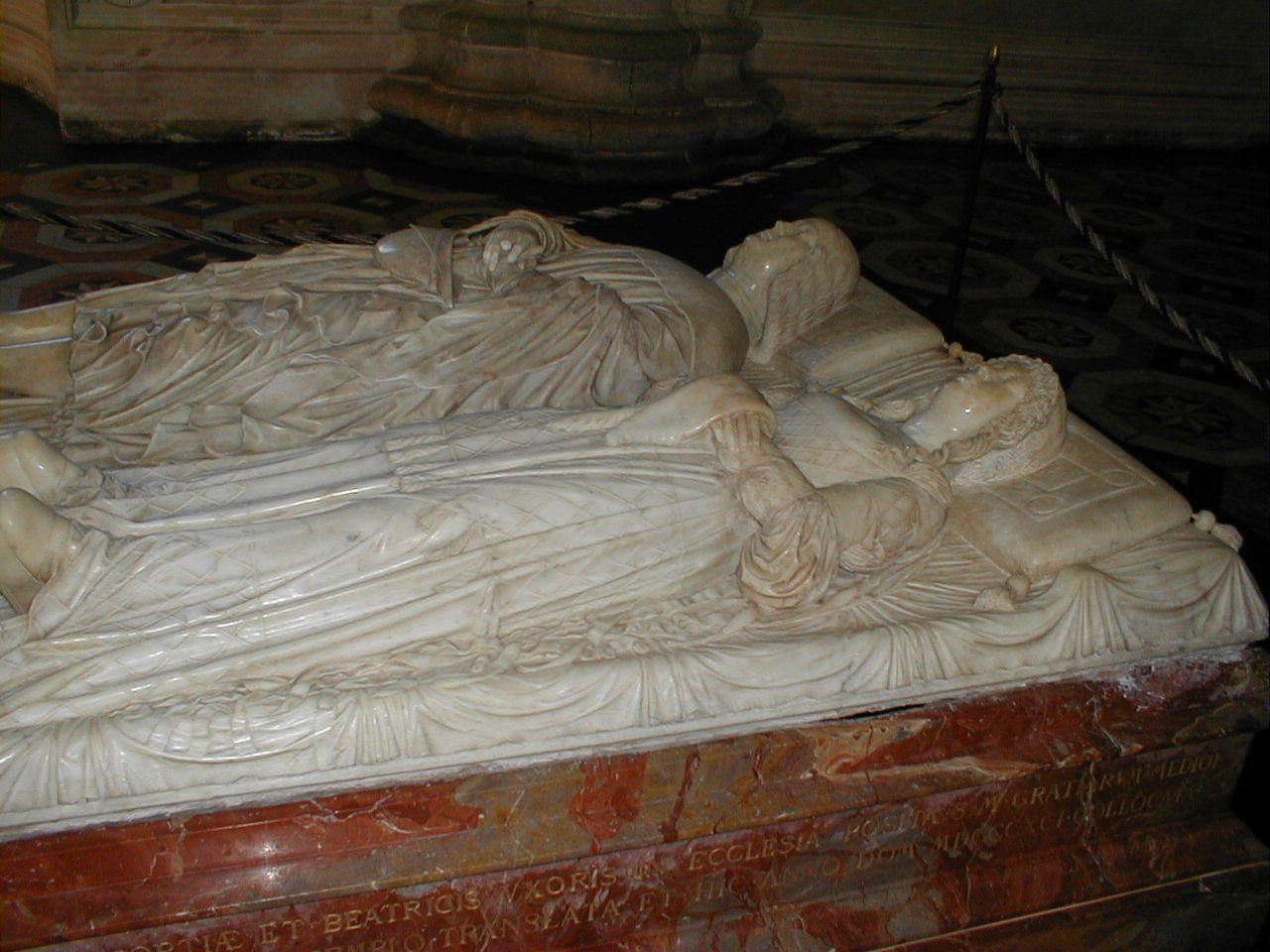

Cristoforo Solari, även känd som il Gobbo, född omkring 1460, död 1527, var en italiensk skulptör och arkitekt. Han var bror till konstnären Andrea Solari.
Solari flyttade med sin bror till Venedig och blev sedan hovbildhuggare hos Lodovico Sforza. Han fortsatte i början den lombardiska skolans traditioner, men blev alltmer en imitatör efter Lionardo da Vinci. Hans främsta verk är gravmonumentet över Lodovico Sforza och Beatrice d'Este i Pavia. 